# Acontia compta
Acontia compta är en fjärilsart som beskrevs av Walker 1870. Acontia compta ingår i släktet Acontia och familjen nattflyn. Inga underarter finns listade i Catalogue of Life.